# 別洛庫里哈
別洛庫里哈（俄语：Белоку́риха）是俄羅斯阿爾泰邊疆區東南部的一座城市，位於區府巴爾瑙爾東南250公里。2002年時人口為14,533人。
別洛庫里哈於1982年設市。
52°00′N 84°59′E / 52.000°N 84.983°E